# Ширай Степан Михайлович
Ширай Степан Михайлович (1761, Стародубівський полк, Гетьманщина — 1841, Чернігівська губернія) — український аристократ, бунчуковий товариш Війська Запорозького Городового, учасник Балканських воєн 1787-1791, начальник місії до османської фортеці Шумен (1791).  Генерал-майор російської імператорської армії. Після ліквідації Гетьманщини — чернігівський губернський предводитель дворянства.

## Біографія
Його батько, походив із старовинного та багатого українського роду, служив Стародубським повітовим маршалом дворянства.
Ширай народився в 1761 році. 10 травня 1771 вступив на військову службу бунчуковим товаришем Війська Запорозького Городового, а 20 жовтня 1780 здобув загальноімперську статську посаду, з чином колезького асесора.
7 квітня 1785 отримав чин прем'єр-майора і призначення в Стародубський військовий полк, звідки переведений в Малоросійський гренадерський. 1787 Степан Ширай брав участь у військових діях проти Польщі, а в наступному — в інтервенції Московщини до Молдови, перебуваючи у передовому корпусі.
У Московсько-Османську війну 1789 був у боях при Кутні (20 липня) і під час битви під Фокшанами, будучи в складі військ, які штурмували ретраншемент і кам'яний монастир. У тому ж році Ширай перебував у боях при Тирґонуколе, Крянґумейлоре і на «генеральній баталії» при Римнику. Відзначився при взятті однієї з турецьких фортець, Ширай був посланий Суворовим з повідомленням про перемогу до імператриці Катерини, яка власноруч нагородила його орденом св. Володимира 4-го ступеня.
31 березня 1790 переведений з чином підполковника до Кінно-Гренадерського військового орденного полку, з яким знову брав участь у військових діях проти армії Османської імперії. 11 грудня цього року був при взятті фортеці Ізмаїла, а в грудні наступного 1791 при укладанні мирного договору з Високою Портою Степан Ширай очолив дипломатичну місію з вітальним листом до фортеці Шумен, де мав аудієнцію у Великого візира Коджа Юсуф паші.
Після повернення в лютому 1792 до Петербургу Ширай був пожалуваний у полковники, а в липні того ж року брав участь у боях проти армії Речі Посполитої при містечках Любор і Дубенці.
Переведений спершу у Володимирський драгунський полк, потім 4 вересня 1792 переведений у Стародубський Кірасирський полк, в якому і продовжував службу до 11 вересня 1797, коли отримав чин генерал-майора з призначенням шефом Ризького Кірасирського полку; 16 жовтня 1798 виключений імператором Павлом зі служби за заворушення, що сталися в його полку.
Вийшовши у відставку, Ширай оселився у своєму маєтку, що знаходився на Гетьманщині, у Чернігівській губернії. Там мав близько двох тисяч душ селян.
1818 обраний на посаду Губернського Предводителя дворянства Чернігівської губернії, в якій і залишався до 1829 року.
Помер 1 серпня 1841.